# Hypotaenidia pacifica
O frango-de-água-do-taiti (nome científico: Hypotaenidia pacifica) é uma espécie extinta de ave da família dos ralídeos que habitava o Taiti. Foi registrada pela primeira vez durante a segunda viagem de volta ao mundo de James Cook (1772-1775), sendo ilustrada e descrita por Georg e Johann Forster, naturalistas da expedição. Nenhum exemplar foi preservado até os dias atuais. Além da documentação dos Forsters, há alegações de que a ave também ocorria na ilha vizinha de Mehetia. Parece ter sido um "primo" próximo do Gallirallus philippensis e também foi historicamente confundido com a subespécie tonganesa dessa ave.
Este ralídeo media 23 centímetros de comprimento e sua coloração era incomum para um membro dessa família. A parte inferior, a garganta e o supercílio em forma de sobrancelha eram brancos; já as partes superiores eram pretas com pontos e faixas brancos. A nuca (parte posterior do pescoço) tinha cor de ferrugem, o peito era cinza e tinha uma faixa preta na parte inferior da garganta. O bico e a íris eram vermelhos e as pernas rosadas. Aparentemente era incapaz de voar e construía seu ninho no solo. Há registros de avistamentos em áreas abertas, pântanos e em plantações de coco. Sua dieta parece ter consistido principalmente de insetos e ocasionalmente de copra (carne de coco). A extinção de H. pacifica foi provavelmente devido à predação por humanos e animais domésticos introduzidos, como gatos e ratos. Parece ter sido extinto algum tempo depois de 1844 no Taiti, e talvez ainda na década de 1930 na ilha Mehetia.

## Taxonomia

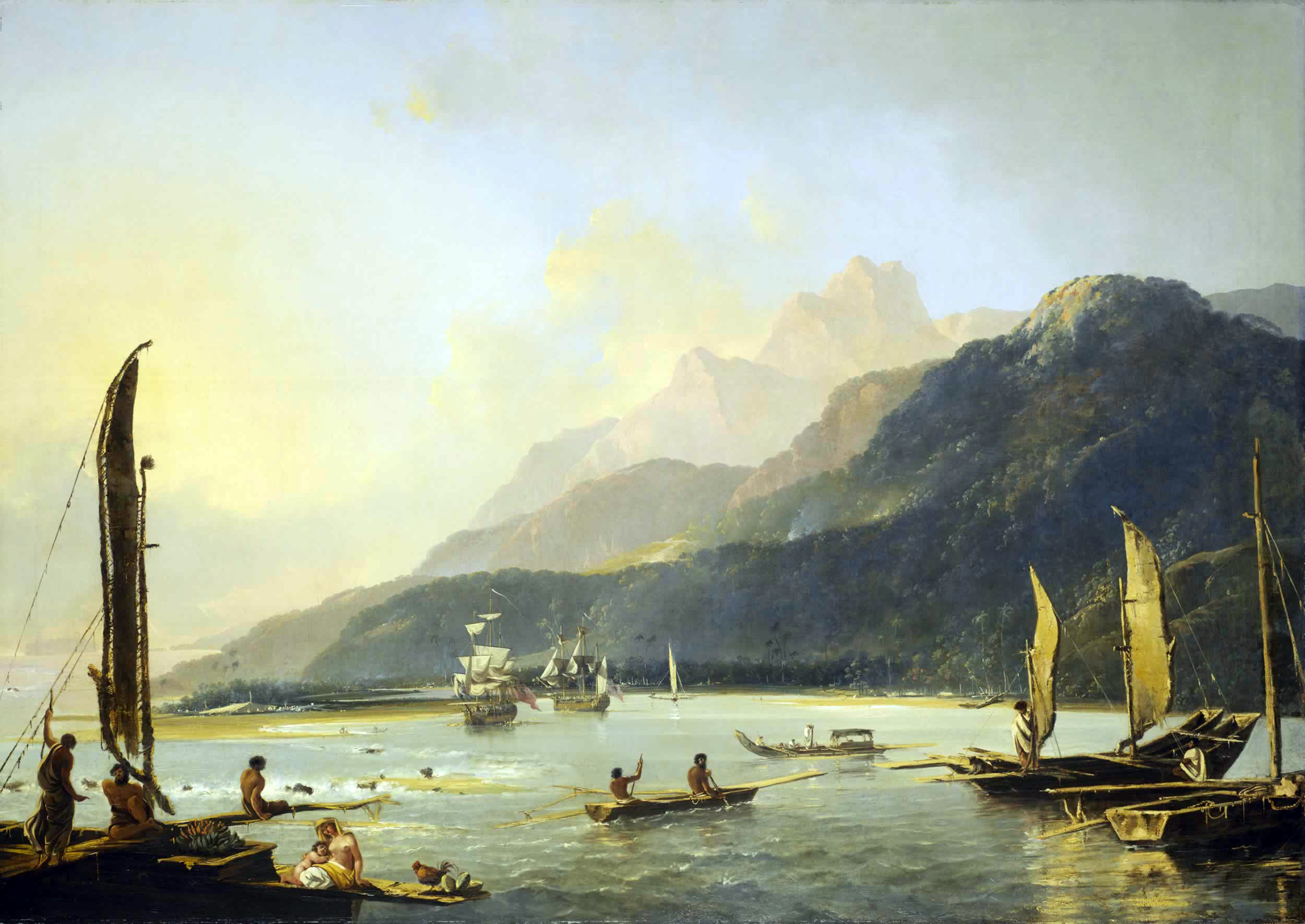
Navios de James Cook no Taiti durante sua segunda viagem de volta ao mundo quando Hypotaenidia pacifica foi encontrada (William Hodges, 1776).

Hypotaenidia pacifica, cujo nome popular proposto em língua portuguesa é frango-de-água-do-taiti, foi encontrada no Taiti, uma ilha do Arquipélago da Sociedade no Pacífico Sul, por naturalistas que faziam parte da segunda viagem de volta ao mundo (1772-1775) do explorador britânico James Cook. A ave foi ilustrada por Georg Forster, que acompanhou seu pai, o naturalista alemão Johann Reinhold Forster. Pai e filho foram encarregados de registrar elementos da história natural durante a viagem, com Georg como desenhista. A figura (nº 128) está em tamanho real e é mantida no Museu de História Natural de Londres. Está legendada com as palavras "Rallus pacificus. Taheitee. Oomnaoe. Oomeea keto ōw'". Nenhum espécime desta ave foi preservado, mas presume-se que Forster tenha visto uma pele. O naturalista inglês John Latham se referiu a essa espécie como "Pacific Rail" em 1785, e o alemão Johann Friedrich Gmelin batizou formalmente a ave como Rallus pacificus em 1789, com base no relato de Latham. Em 1844, o também alemão Martin Lichtenstein publicou o relato de J. R. Forster sobre as descobertas feitas durante a viagem, incluindo sua descrição dessa espécie.
J. R. Forster afirmou que Hypotaenidia pacifica era chamada de Oomnaa ou Eboonàa no Taiti e nas ilhas vizinhas, e Oomèia-Keteòw em Tonga, embora ele especificasse apenas o Taiti e as ilhas próximas como parte de sua área de ocorrência. Tevea também parece ter sido um dos nomes populares para a ave. Em 1967, o ornitólogo americano James Greenway escreveu que os polinésios também diziam que a espécie existia na ilha de Mehetia, perto do Taiti, "uma geração atrás", conforme relatado a Greenway pelo naturalista amador Anthony Curtiss. Greenway também sugeriu que a espécie pode ter ocorrido em outras ilhas. Em 1972, o ornitólogo Phillip L. Bruner afirmou que a ave foi registrada pela última vez em Mehetia cerca de cinquenta anos antes. Em 2012, o ornitólogo e artista inglês Julian Hume se referiu à alegação de que o ralídeo vivia em Mehetia como "boato", mas considerava uma possibilidade que ele habitasse lá e em outras ilhas periféricas. Em 2001, o escritor inglês Errol Fuller afirmou que, ao contrário de outras "espécies hipotéticas extintas" conhecidas apenas em relatos antigos, Hypotaenidia pacifica estava suficientemente bem documentada de modo a não restarem dúvidas de que realmente existiu.
A espécie tem sido historicamente confundida com a subespécie tonganesa de Gallirallus philippensis, G. p. ecaudatus, que também foi ilustrada e descrita pelos Forsters. Em sua descrição de 1783 da ave tonganesa (na qual foi batizada de Rallus eucaudata), o ornitólogo inglês John Frederick Miller erroneamente deu o Taiti como sua procedência, o que levou a Hypotaenidia pacifica a ser considerada como sinônimo júnior da ave vivente. Ele baseou sua descrição na ilustração de Forster (placa nº 127) da ave de Tonga, e Latham e Gmelin mais tarde repetiram a localidade errônea de Miller. A publicação de 1844 da descrição de Forster listou a ave tonganesa como uma variedade das espécies do Taiti, e esquemas similares foram sugeridos por escritores posteriores até 1953, quando a bióloga neozelandesa Averil Lysaght apontou o erro de localidade de Miller, que havia sido negligenciado até aquele momento, e manteve as duas aves separadas. Apesar do esclarecimento, a ave tonganesa foi colocado em uma lista de aves extintas no livro Endangered Birds of the World de 1981, e a placa de Forster de Hypotaenidia pacifica foi usada para ilustrar a Gallinula pacifica de Samoa, uma espécie completamente diferente, na obra Le Grand Livre des Espèces Disparues, de 1989.
Juntamente com Gallirallus philippensis e "primos" próximos, a ave foi colocada no gênero Hypotaenidia (como H. pacifica) ou no gênero Gallirallus (como Gallirallus pacificus), e é atualmente classificada no primeiro. O epíteto específico pacifica é uma referência ao Oceano Pacífico. O nome do gênero Gallirallus é uma combinação dos nomes de gênero Gallus e Rallus. Em 1977, o ornitólogo americano Sidney Dillon Ripley sugeriu que o Gallirallus pacificus era uma forma isolada de G. philippensis e talvez pertencesse a uma superespécie com essa ave e o Gallirallus wakensis da ilha Wake. Os ralídeos são alguns dos vertebrados terrestres mais difundidos e colonizaram praticamente todos os grupos de ilhas, com muitas espécies insulares que são incapazes de voar. Em 1973, o ornitólogo americano Storrs Olson argumentou que muitas espécies insulares de ralídeos que não voavam eram descendentes de ralídeos ainda existentes, que a falta de voo evoluiu de forma independente e rápida em muitas espécies de ilhas diferentes, e que esse recurso não tem importância taxonômica. A incapacidade de voar pode ser vantajosa (especialmente quando a comida é escassa) porque economiza energia, diminuindo a massa dos músculos do voo; a ausência de predadores (principalmente mamíferos) e uma necessidade reduzida de dispersão são fatores que permitem que esse recurso se desenvolva em aves insulares.

## Descrição

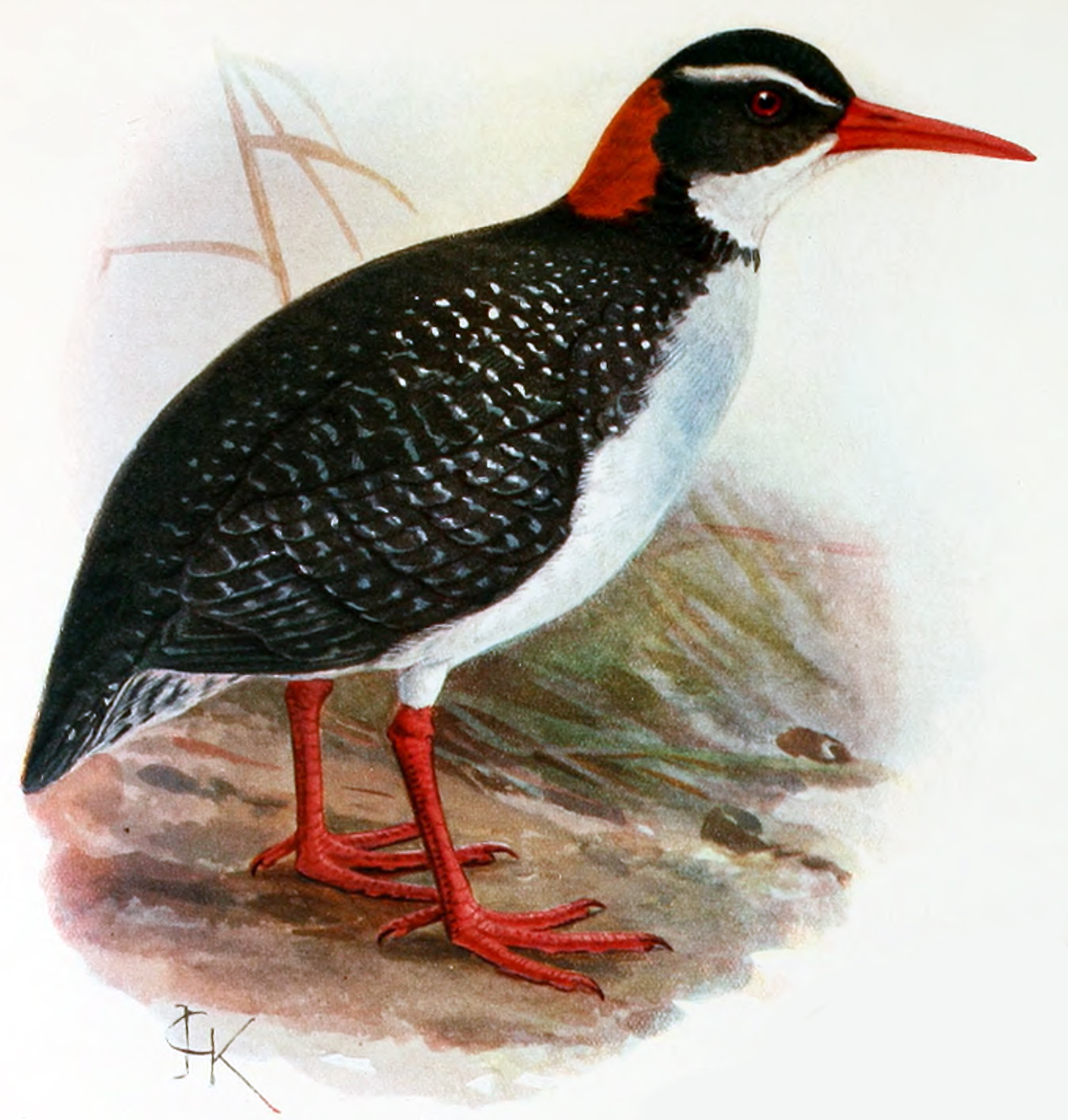
Ilustração de John Gerrard Keulemans (1907), baseada na gravura de Forster; as pernas foram pintadas de vermelho vivo.

J. R. Forster afirmou que Hypotaenidia pacifica media 23 cm de comprimento, o que é um tamanho pequeno para uma espécie desse gênero. Sua coloração também era impressionante e incomum para um ralídeo, que foi descrito como uma ave atraente. As partes superiores eram pretas com pontos e faixas brancas (também citadas como manchas e barras), e as partes inferiores, garganta e supercílio em forma de sobrancelha eram brancos. A nuca (ou pescoço) tinha cor de ferrugem, o peito era cinza e tinha uma faixa preta na parte inferior da garganta. O bico e a íris eram vermelhos e as pernas eram rosa cor de carne. Os sexos eram presumivelmente semelhantes, e os imaturos e juvenis não foram descritos.
A descrição original da ave feita por Forster segue abaixo, em uma tradução de 1907 para a língua inglesa do naturalista Walter Rothschild a partir do original em latim:
| “ | Preto com manchas ou barras brancas; abdome, garganta e sobrancelhas brancas; pescoço posterior ferruginoso; peito cinza; bico vermelho-sangue; íris vermelha. Bico reto, comprimido, estreitado na parte superior, mais grosso na base e vermelho-sangue. As mandíbulas são desiguais, pontudas; a parte superior levemente curvada, com a ponta pálida e escura; abertura bucal média. Narinas quase na base do bico, lineares. Olhos colocados acima da abertura da boca. Íris vermelho-sangue. Pés de quatro dedos, divididos, feitos para correr, cor de carne. Fêmur seminu, delgado, de comprimento médio. Tíbia ligeiramente comprimida, mais curta que o fêmur. Quatro dedos delgados, dos quais três apontam para a frente (são dedos da frente). O do meio quase do tamanho da tíbia, os laterais de igual comprimento, o de trás mais curto, levantado do chão. Unhas curtas, pequenas, levemente encurvadas, pontudas e de cor clara. Cabeça oval, levemente deprimida, cinza-amarronzada. Linha superciliar esbranquiçada do bico ao occipital. Garganta branca. Ferruginoso na nuca. Pescoço muito curto. Costas e garupa pretas, pontilhadas esparsamente com minúsculos pontos brancos. Peito cinza azulado. Abdome, crisso e lombo brancos. Asas curtas, totalmente pretas, variegadas com faixas brancas quebradas. Rêmiges curtas. Retrizes extremamente curtas, pretas manchadas de branco, dificilmente distinguíveis das coberteiras. | ” |

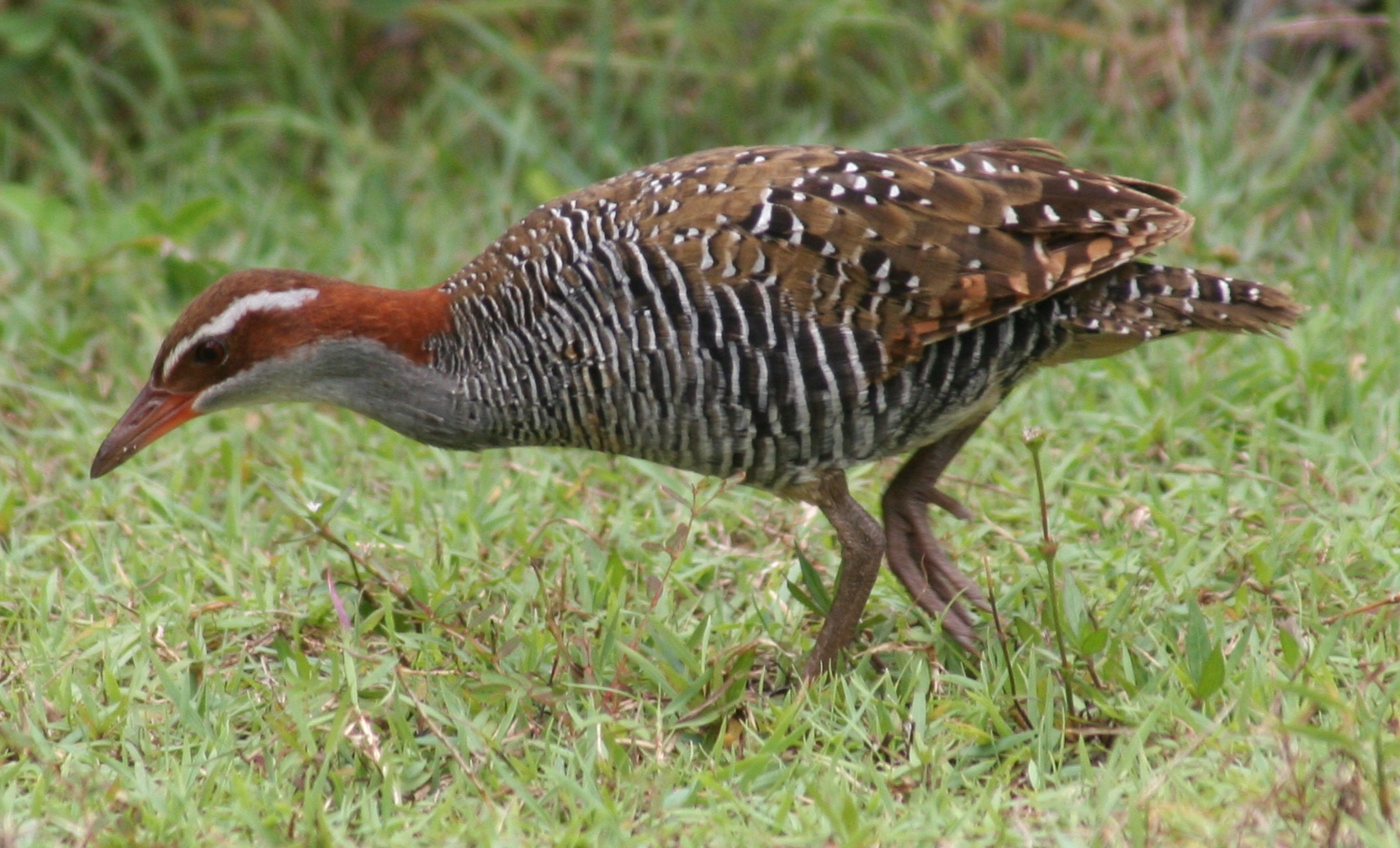
A subespécie tonganesa de Gallirallus philippensis foi confundida com H. pacifica.

Forster também afirmou que o comprimento total da ave do bico até o dedo médio era de 32,4 cm (12,75 polegadas), o bico tinha 2,8 cm (1,1 polegadas), as tíbias 5,1 cm (2 polegadas) e o dedo médio 3,3 cm (1,3 polegadas) de comprimento. H. pacifica era semelhante a Gallirallus philippensis no padrão da nuca e do supercílio, e nas suas manchas e barras, mas, de modo geral, era distinta de outras espécies do gênero Gallirallus.
A pintura de Forster (que Fuller descreveu como "bastante rude", mas "explícita") tornou-se a base para outras representações da ave por artistas como John Gerrard Keulemans (1907), Fenwick Lansdowne (1977) e Julian Hume (2012). A ilustração de Keulemans foi feita para o livro Extinct Birds, de 1907 (antes da publicação do original de Forster), por Rothschild, que apontou que as pernas haviam sido pintadas de um vermelho muito brilhante na nova adaptação, quando deveriam ter cor de carne. De acordo com Ripley, Keulemans também retratou barras nas penas ocultas da cauda não mostradas no original.

## Comportamento e ecologia
A espécie provavelmente era incapaz de voar e construía seu ninho no chão. Seu comportamento social é desconhecido. Bruner afirmou ter obtido informações sobre o comportamento das espécies das "poucas pessoas que ainda se lembram da ave". De acordo com Bruner, a vocalização da ave foi descrita como semelhante à de outros ralídeos, embora diferisse por terminar com um apito agudo. Dizia-se que era vista em áreas abertas, às vezes com outros ralídeos em pântanos e plantações de coco. Sua dieta parece ter consistido principalmente de insetos encontrados na grama e ocasionalmente se alimentava de copra (carne de coco). Dizia-se que sua plumagem, com o padrão "quebrado" de cores, fazia com que ele se misturasse bem com o ambiente; e que não era uma ave tímida.

## Extinção
A extinção de Hypotaenidia pacifica ocorreu provavelmente devido à predação humana e à introdução de gatos e ratos. Pequenas ilhas isoladas do Taiti também têm ratos, embora não houvesse gatos em Mehetia à época dos relatos de Greenway em 1967. Segundo Bruner, a ave era considerada comum no Taiti até o final do século XIX, começando a declinar a partir daí; desapareceu de lá depois de 1844. Pode ter sobrevivido na ilha menor e desabitada de Mehetia até a década de 1930, talvez devido à ausência de gatos. Esta data mais recente é aceita pela Lista Vermelha da IUCN. Outras aves extintas do Taiti incluem Prosobonia leucoptera e o periquito-do-tahiti, e algumas espécies desapareceram do próprio Taiti, mas sobrevivem em outras ilhas. Segundo Olson, é possível que centenas de populações de ralídeos tenham sido extintas de ilhas após a chegada dos seres humanos nos últimos 1 500 anos.